# تشارلز تيت
تشارلز تيت (بالإنجليزية: Charles Tait)‏ (و. 1768 – 1835 م) هو سياسي، ومحام، وقاض من الولايات المتحدة الأمريكية ولد في مقاطعة هانوفر.
تولى منصب عضو مجلس الشيوخ الأمريكي .وهو عضو في الحزب الجمهوري الديمقراطي .